# Mózes harmadik könyve
Mózes harmadik könyve ószövetségi protokanonikus könyv. A Pentateuchus/Tóra harmadik könyve. Főként Izrael népének áldozatokra, megtisztulási folyamatokra és ünnepekre vonatkozó kultikus előírásait tartalmazza. Így részletesen foglalkozik az áldozatok helyes bemutatásával, valamint a tiszta és tisztátalan dolgok pontos megkülönböztetésével.

## Elnevezései
A Mózes harmadik könyve elnevezéssel találkozunk leggyakrabban a protestáns gyakorlatban. Rövidítése: 3Móz. Károli Gáspár a Mózes harmadik könyve a Léviták egyházi szolgálatáról címet adta a könyvnek, az újonnan revideált Károli-fordításban (Veritas Kiadó, 2012) azonban szintén Mózes harmadik könyveként szerepel. A katolikus kánonban Leviták könyvének nevezik. Rövidítése: Lev.  Latinul Leviticus néven található meg a Vulgátában, a görög Septuagintában a Leutikon címet viseli. A görögök olyan neveket adtak, amelyek kifejeznek valamit a könyvek tartalmából. A görög nevek latinos átírását vagy fordítását használja a tudományos irodalom. A héber gyakorlat szerint a könyv kezdőszaváról nevezték el, „és kiáltotta” Wayyiqra.

## A szerző
Hagyományosan a könyv megírását Mózesnek tulajdonították, azonban a mai tudósok alapján a könyv végleges formája a babiloni fogságból visszatérés után, a perzsa időszakban (Kr. e. 538–332) alakult ki.

## Tartalma
A könyv tartalma elsősorban a papságnak szól, de Isten akarata szerint az egész népnek is meg kellett ismerni a szabályokat, törvényeket. A nép ugyanis engedetlenül megszegte a törvényeket, és ez halálbüntetést jelentett. Azonban Isten végtelen kegyelme miatt engedélyezte, hogy áldozatot mutasson be a bűnös ember, egy egészséges áldozati állat adománnyal, amellyel megváltotta magát a halálbüntetés terhe alól. Isten azt akarta, hogy népe szent maradjon, ezért a rituális tisztaság mélyen benne maradt az izraeliták tudatában. Bár sokan kegyetlennek - a véres áldozat miatt -, és unalmasnak tarthatják ezt a könyvet, azonban e könyv ismerete nélkül nem lehet megérteni Jézus halálának igazi jelentését. (Zsid 8-10).
Isten valójában a természet dolgait összhangba hozta saját parancsaival. Ma már beigazolódott, hogy helyes a tisztaság, a megehető és a tiltott ételek listája, a karanténba tartás a fertőzés veszélye miatt, amiket a zsidók csak Isten parancsának engedelmességéből tartottak be.

### Leviták
A szent sátor szentélyében őrizték a frigyládát. A léviták voltak megbízva a sátor körüli munkákra. (Például az áldozati állatok begyűjtése, levágása.) A leviták Áron fiai és leszármazottjai voltak, akiknek a legnagyobb tisztaságban kellett élniük. A leviták szükségleteiről beszolgáltatott tized gondoskodott.

## Szerkezete
- I. Áldozatok törvényei
- II. A felszentelés szertartásai
- III. Tisztaság
- IV. Engesztelés napja
- V. A szentség törvénye
- VI. Fogadalmi ajándékok visszaváltása